# Інгемар Теевер
Інгемар Теевер (ест. Ingemar Teever; нар. 24 лютого 1983, Сауе, Естонська РСР) — естонський футболіст, нападник талліннського «Зеніту».

## Клубна кар'єра

### Ранні роки
Свою кар'єру нападник розпочав у таллінському клубі «Нимме Калью», після чого грав декілька сезонів за інші столичні клуби – МК та ТВМК.

### «Естерс»
2006 року підписав контракт зі шведським клубом «Естерс». Перші матчі за «Естерс» були багатообіцяючими, але з наближенням офіційних поєдинків результативність Теевера стрімко зменшувалася. Грав регулярно, але протягом двох сезонів у Швеції відзначився лише 5-ма голами.

### «Нимме Калью»
У 2008 році повернувся до рідного клубу «Нимме Калью». Швидко став гравцем основи, відзначився 25-ма голами в 35-ти матчах, завдяки чому отримав нагороду найкращого бомбардира й допоиміг команді посісти 4-те місце в чемпіонаті, поступившись 1-м очком бронзовому призеру, «Трансу» (Нарва). По завершенні першого сезону після повернення в Естонію підписав з клубом повноцінну угоду. Потім отримав травму коліна, через що вибув на першу половину сезону. Повернувся на поле лише в 6 матчах, після чогог травмував шию під час інциденту в басейні, яка загрожувала його життю, але повністю одужав й повернувся на сезон 2010 року

### «Пфуллендорф»
У 2010 році вирушив грати за німецький клуб «Пфуллендорф» з Регіоналліги «Південь». У футбольній лізі Німеччини дебютував 28 серпня 2010 року в переможному (3:1) поєдинку проти резервістів «Гоффенгайма 1899», в якому вийшов у стартовому складі. У кубку Німеччини 14 серпня 2010 року в програному (0:2) проти «Герти» (Берлін), в якому на 69-й хвилині вийшов замість Рене Гройтера. 4 вересня 2010 року забив свій перший м'яч за новий клуб, у переможному (5:1) поєдинку чемпіонату проти резервної команди «Веена». У Німеччині провів два роки, відзначився 10-ма голами у 51-му матчі.

### «Левадія»
У липні 2012 року підписав контракт із таллінським клубом «Левадія» й одразу ж потрапив до заявки на матчі Ліги Європи. Також отримував пропозиції з Фінляндії та Німеччини, але вирішив залишитися в Естонії, щоб мати більше шансів повернутися до національної збірної. Наступного року разом із командою завоював золоті медалі чемпіонату, які зуміли повторно взяти і в 2014 році. 19 липня 2012 року дебютував за «Левадію», вийшовши на заміну в другому таймі матчу Ліги Європи проти кіпрського «Анортосіса». 23 липня 2012 року відзначився голом у своєму дебютному матчі Мейстріліги, реалізував штрафний удар у компенсований поєдинку проти «Калева» (Таллінн). У 2015 році разом із клубом виграв Суперкубок Естонії та отримав срібні медалі чемпіонату, а за підсумками сезону з 24 голами став найкращим бомбардиром. У лютому 2016 року стало відомо, що Інгемар завершив кар'єру гравця. Однак ік по тому повернувся у великий футбол і в сезоні 2017 року підписа 1,5-річний з талінським клубом «Левадія», в якому виступав під 11 номером.
Загалом у вищій лізі Естонії зіграв 296 матчів та відзначився 157-ма голами.

## Кар'єра в збірній
Дебют за збірну країни 29 березня 2003 року в товариському матчі проти збірної Канади. Усього за збірну нападник провів тридцять матчів та відзначився 4-ма голами.

## Кар'єра в пляжному футболі
У березні 2016 року стало відомо, що Інгемар вирішив грати за таллінську команду з пляжного футболу «Пежо», пізніше декілька років грав за команду «Аугур».
У травні 2012 року в складі національної збірної Естонії, яка на початку липня грала в Москві у кваліфікації чемпіонату світу з пляжного футболу 2013 року.

## Статистика виступів

### Голи за збірну
| № | Дата              | Місце                                                             | Суперник           | Рахунок | Результат | Змагання                           |
| - | ----------------- | ----------------------------------------------------------------- | ------------------ | ------- | --------- | ---------------------------------- |
| 1 | 30 травня 2004    | А. Ле Кок Арена, Таллінн, Естонія                                 | Північна Македонія | 2–3     | 2–4       | Товариський матч                   |
| 2 | 4 вересня 2004    | А. Ле Кок Арена, Таллінн, Естонія                                 | Люксембург         | 1–0     | 4–0       | кваліфікація чемпіонату світу 2006 |
| 3 | 13 жовтня 2004    | Сконто, Рига, Латвія                                              | Латвія             | 2–1     | 2–2       | кваліфікація чемпіонату світу 2006 |
| 4 | 16 листопада 2005 | Міський спортивний стадіон КСЗО, Островець-Свентокшиський, Польща | Польща             | 1–2     | 1–3       | Товариський матч                   |

## Досягнення

### Клубні
ТВМК
- Мейстріліга
  -  Чемпіон (1): 2005
- Кубок Естонії
  -  Володар (1): 2002/03
- Суперкубок Естонії
  -  Володар (1): 2005

«Левадія»
- Мейстріліга
  -  Чемпіон (2): 2013, 2014
- Кубок Естонії
  -  Володар (1): 2013/14
- Суперкубок Естонії
  -  Володар (2): 2013, 2015

### Індивідуальні
- Гравець року в Мейстрілізі (1): 2015
- Найкращий бомбардир Мейстріліги (2): 2008, 2015